# Сент-Лео (Флорида)
Сент-Лео (англ. St. Leo) — муниципалитет, расположенный в округе Паско (штат Флорида, США) с населением в 1340 человек по статистическим данным переписи 2010 года.

## География
По данным Бюро переписи населения США муниципалитет Сент-Лео имеет общую площадь в 4,92 квадратных километров, из которых 4,14 кв. километров занимает земля и 0,78 кв. километров — вода. Площадь водных ресурсов округа составляет 15,85 % от всей его площади.
Муниципалитет Сент-Лео расположен на высоте 57 м над уровнем моря.

## Демография
По данным переписи населения 2000 года в Сент-Лео проживало 595 человек, 30 семей, насчитывалось 41 домашнее хозяйство и 44 жилых дома. Средняя плотность населения составляла около 120,93 человек на один квадратный километр. Расовый состав населённого пункта распределился следующим образом: 85,38 % белых, 8,57 % — чёрных или афроамериканцев, 1,85 % — азиатов, 0,17 % — выходцев с тихоокеанских островов, 3,36 % — представителей смешанных рас, 0,67 % — других народностей. Испаноговорящие составили 8,91 % от всех жителей.
Из 41 домашних хозяйств в 43,9 % воспитывали детей в возрасте до 18 лет, 56,1 % представляли собой совместно проживающие супружеские пары, в 12,2 % семей женщины проживали без мужей, 24,4 % не имели семей. 22,0 % от общего числа семей на момент переписи жили самостоятельно, при этом 9,8 % составили одинокие пожилые люди в возрасте 65 лет и старше. Средний размер домашнего хозяйства составил 2,63 человек, а средний размер семьи — 3,10 человек.
Население муниципалитета по возрастному диапазону по данным переписи 2000 года распределилось следующим образом: 5,5 % — жители младше 18 лет, 77,0 % — между 18 и 24 годами, 6,4 % — от 25 до 44 лет, 6,2 % — от 45 до 64 лет и 4,9 % — в возрасте 65 лет и старше. Средний возраст жителей составил 20 лет. На каждые 100 женщин в Сент-Лео приходилось 91,9 мужчин, при этом на каждые сто женщин 18 лет и старше приходилось 91,8 мужчин также старше 18 лет.
Средний доход на одно домашнее хозяйство составил 37 917 долларов США, а средний доход на одну семью — 39 583 доллара. При этом мужчины имели средний доход в 35 000 долларов США в год против 7250 долларов среднегодового дохода у женщин. Доход на душу населения составил 37 917 долларов в год. 11,4 % от всего числа семей в населённом пункте и 19,9 % от всей численности населения находилось на момент переписи населения за чертой бедности, при этом 18,8 % из них были моложе 18 лет и 26,3 % — в возрасте 65 лет и старше.